# Pico Veleta
El pico Veleta o pico del Veleta, con una elevación de 3398 m s. n. m., es la cuarta cumbre más alta de España, por detrás del Teide (Tenerife), Mulhacén (Sierra Nevada) y Aneto (Pirineos). Está enclavado en la provincia de Granada, en Andalucía, y pertenece a Sierra Nevada, en la cordillera Penibética. Su coordenada UTM es 30S 467487 4101150, tomando el sistema de referencia ETRS89. Su superficie se reparte entre los parques nacional y natural de Sierra Nevada. Administrativamente, en su cumbre confluyen los términos municipales de Dílar, Monachil, Güéjar Sierra y Capileira. Jurisdiccionalmente, sus caras noreste y oeste pertenecen al partido judicial de Granada, mientras que la sureste, al de Órgiva.

## Etimología
Etimológicamente y en contra de lo que pudiera pensarse, su nombre no hace referencia a 'la veleta' (instrumento para determinar la dirección del viento) sino que se trata de un sustantivo masculino "el Veleta", porque deriva de la palabra árabe balata, que significa 'cortado, tajo, balate' y hace evidente referencia a los vertiginosos tajos que perfilan sus caras norte, este y sur, algunos de los cuales se aproximan a los 500 metros de desnivel. No obstante, esta montaña es también coloquialmente conocida entre los lugareños y montañeros que la frecuentan como "el picacho", por su esbelta singularidad.

## Características

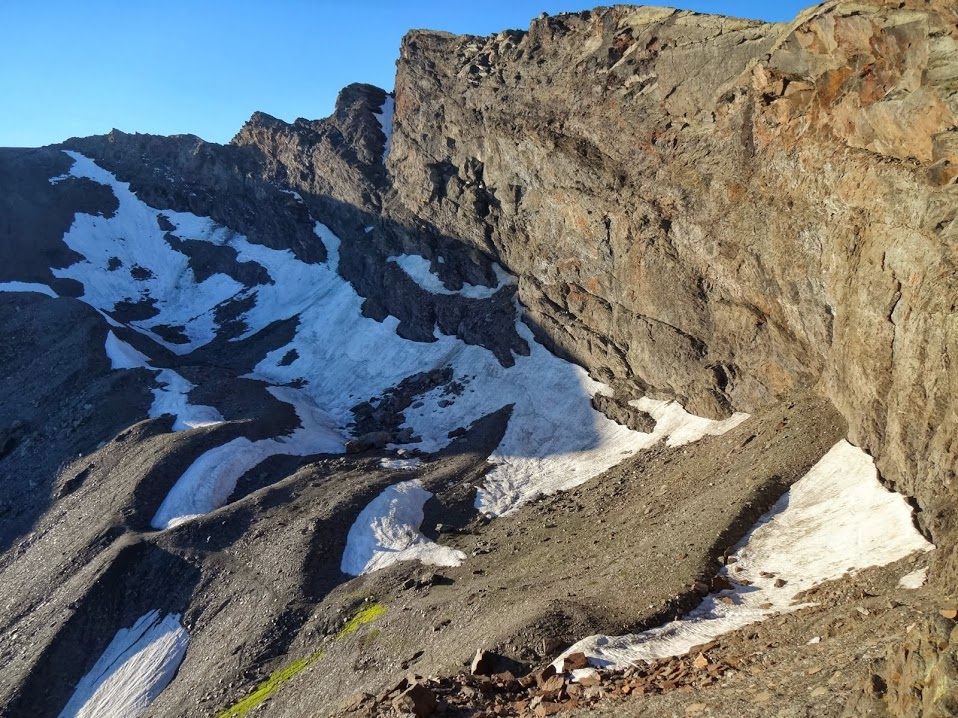
El Corral del Pico Veleta.

Bajo su sombra, en la zona denominada Corral del Veleta, situada al pie de su tajo norte, existe un área de permafrost con hielo fósil que se estima de la última glaciación, hace 13 000 años, que demuestra que Sierra Nevada fue una zona glaciar activa hasta que el glaciar del Corral del Veleta se derritió completamente en el verano de 1913 (aunque algunas fuentes sitúan este hecho en el verano de 1910). Desde entonces, el glaciar más meridional de Europa se encuentra en el pico Gran Sasso, en los Apeninos, pero en esta cara norte del Veleta aún hay neveros de amplias proporciones que permanecen sin fundirse de una temporada a otra (excepto en el verano de 1995, en que por segunda vez se fundió completamente su capa exterior o visible a simple vista). Salvo en años concretos muy calurosos o de sequías agudas, los neveros de nieves perennes también pueden encontrarse con frecuencia incluso al final del verano en su vertiente sureste, en los denominados "Basares del Veleta", donde radica el Lagunillo del Veleta, aunque constituyendo aquí manchas níveas de considerablemente menor tamaño. En cambio, en la ladera oeste, que es la más visible desde la ciudad de Granada, la nieve suele fundirse completamente durante el verano, dada su mayor exposición solar.
Su silueta en forma de vela es muy característica si se observa desde Granada, por lo que el Veleta es uno de los picos más fotografiados del mundo, al encontrarse detrás de la Alhambra. En sus faldas se encuentran el Observatorio IRAM Pico Veleta y la Estación de Esquí de Sierra Nevada, que comienza en el núcleo poblacional de Pradollano, a 2100 metros de altura, y culmina cerca de la cima del Veleta.

## Geografía

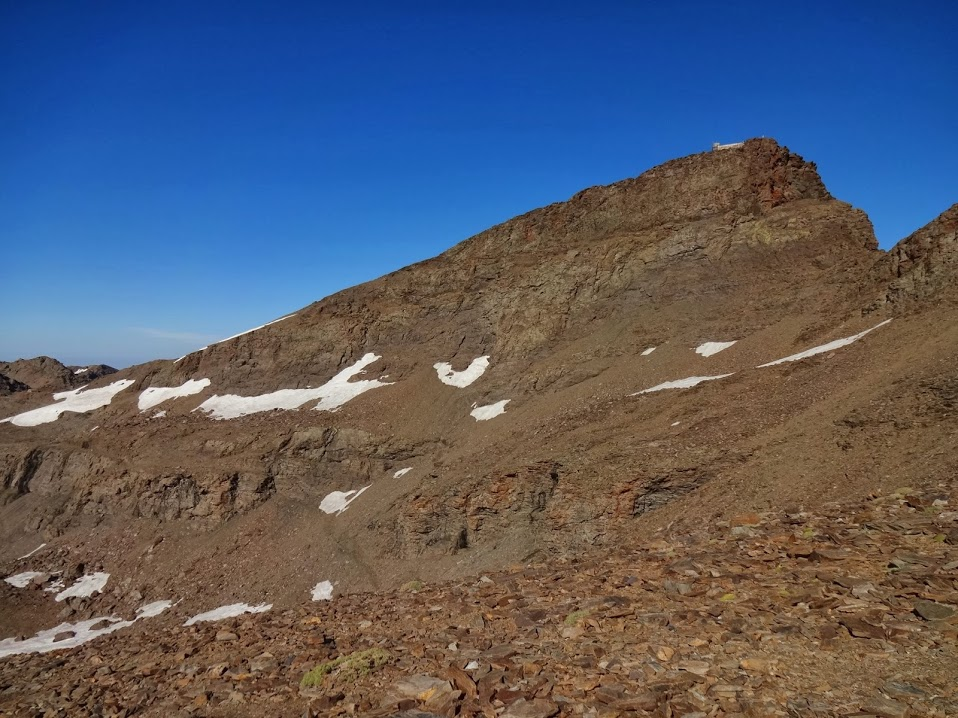
Vista de la vertiente sur del Pico del Veleta, desde la pista de Sierra Nevada.

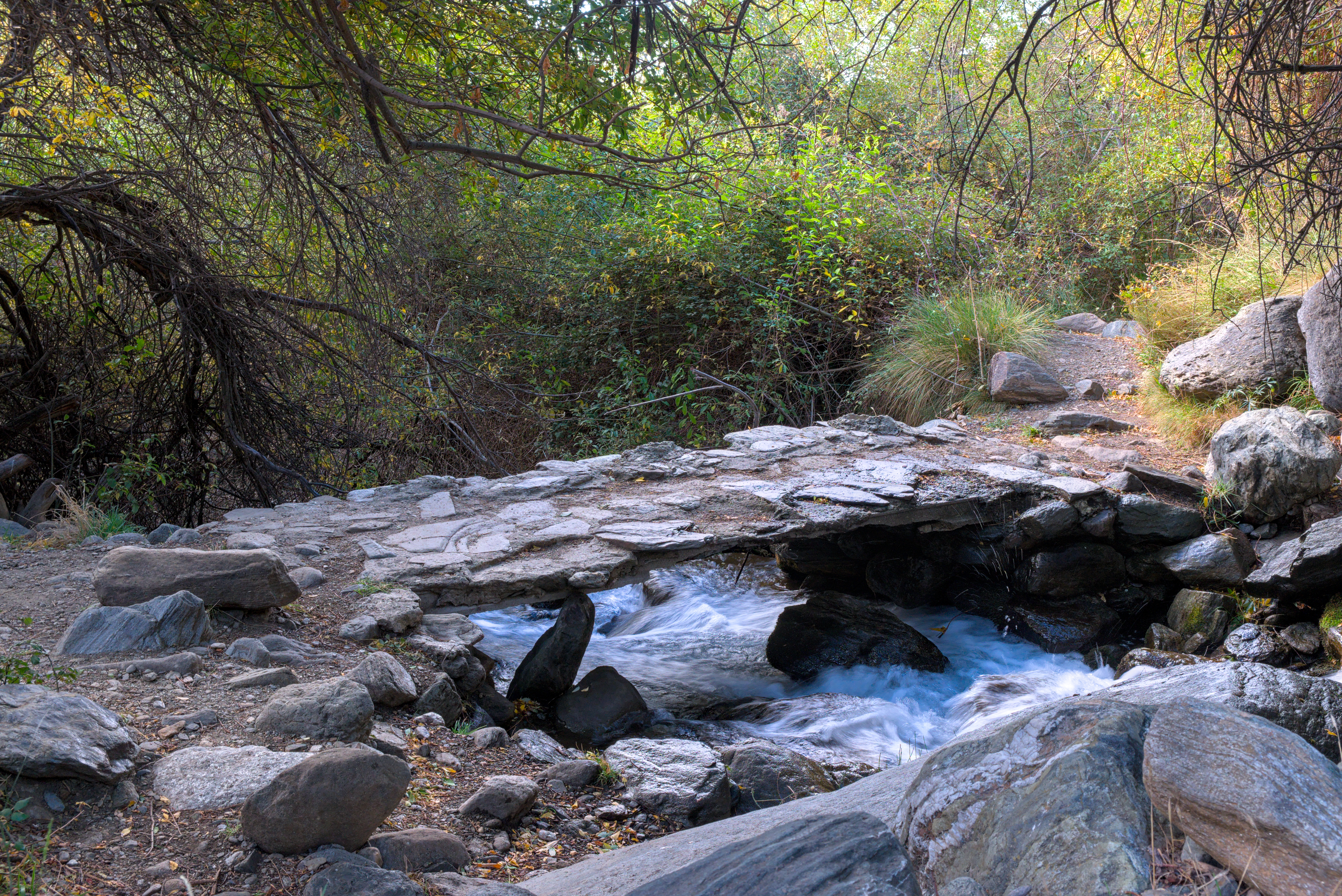
Río Veleta

El Pico de Veleta constituye divisoria de mares, de forma que las aguas resultantes de las nieves depositadas en sus vertientes Noreste a Oeste acabarán vertiéndose en el océano Atlántico, mientras que las derivadas de su cara sudeste lo harán en el mar Mediterráneo. Así, el aludido Corral del Veleta, ubicado al pie de los tajos existente en la fachada noreste del Veleta, está presidido por la laguna más alta de este macizo (3086 m s. n. m.), de origen morrénico, conocida como laguna del Corral y constituye la cabecera del río Guarnón, que al confluir con el río Real conforman el río Genil (principal afluente del Guadalquivir); y a su vez el Genil, poco después de rebasada la ciudad de Granada, recibirá también por su izquierda sucesivamente a los ríos Monachil y Dílar, ambos nacidos en la ladera oeste del Veleta y en concreto el Dílar procedente de un conjunto de lagunas de origen glacial denominado Lagunillos de la Virgen (2950 m s. n. m.) y la laguna de las Yeguas (2900 m s. n. m.), esta última convertida desde los años 1970 en pantaneta para servicio de la estación de esquí. Sin embargo, hacia el Mediterráneo solo surge de esta montaña el río Veleta, que partiendo de su vertiente sudeste, se unirá después al río Mulhacén conformando el río Naute, el cual tras recibir al río Toril formará el río Poqueira, que a su vez es afluente del Guadalfeo, el cual vierte finalmente en el Mediterráneo, entre las poblaciones granadinas de Motril y Salobreña.

## Deporte

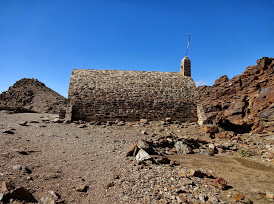
Refugio de montaña "La Carihuela", situado al pie de la cima del Pico del Veleta.

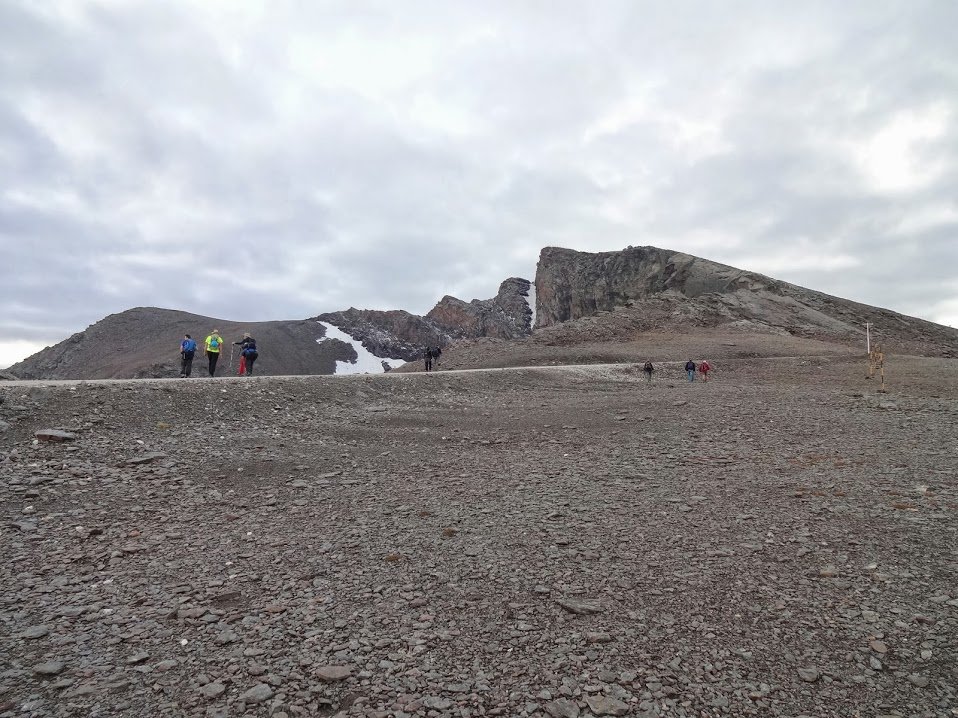
Vista del Pico Veleta desde la carretera de ascenso al pico. Vertiente Noroeste.

Deportivamente, el Picacho de Veleta presenta muy interesantes posibilidades tanto para la práctica del esquí de pista, albergando las más elevadas de la estación de esquí de Sierra Nevada y, por tanto, de España, todas ellas de nivel rojo o solo aptas para esquiadores expertos, salvo una, la denominada Tajos de la Virgen, que es de nivel negro o de máxima dificultad; como el esquí extremo y de travesía, fuera de pistas; el senderismo, en verano; el montañismo y la escalada, tanto de roca como de hielo, a cuyo efecto en la misma confluencia de sus vertientes oeste y sur existe permanentemente abierto un refugio-vivac (es decir, carente de otros servicios distintos del estricto cobijo), apto para su uso por unas 16 personas y situado por encima del collado de la Carihuela del Veleta, a 3215 m s. n. m., con las siguientes coordenadas: 37º03.056N y 3º22.199W. Este refugio se construyó en 1994 y sustituyó al conocido en los ambientes montañeros, por su aspecto, como 'El Cilindro', que estaba situado algo más abajo que el actual y que originariamente en realidad se concibió como un transformador eléctrico para el servicio del observatorio de la Universidad enclavado en la cumbre.
Es de destacar también la tradicional maratón que en los primeros días de agosto de cada año, coincidiendo con la festividad de la Virgen de las Nieves, parte desde la ciudad de Granada y concluye en el Puerto del Veleta.
Sin perjuicio de los demás remontes mecánicos de la estación de esquí que prestan servicio en la falda del Veleta, el de mayor altitud es el telesilla Laguna, cuya estación superior se sitúa a 3315 m s. n. m., por encima y a un kilómetro aproximadamente del collado de la Carihuela; le sigue el telesquí Antonio Zayas (3270 m s. n. m.), que conduce a los Panderones del Veleta; y después, entre las cotas 3050 y 2950 m s. n. m., los telesillas Stadium, Veleta I y Veleta II, alguno de los cuales suelen funcionar en época estival para no esquiadores e incluso ciclistas. La telecabina que desde el complejo de servicios de Borreguiles subía hasta prácticamente la cumbre del Veleta quedó desmontada a finales del siglo XX.

## Investigación
Muy cerca de su cumbre, prácticamente colgado sobre los tajos de su cara sureste, existe un observatorio de experimentación científica perteneciente a la Universidad de Granada, que lo construyó en la década de 1970. Más abajo en la Loma de Dílar, se encuentran el gran radiotelescopio millimetrico y el Observatorio de Sierra Nevada.

## ¿Cómo llegar?

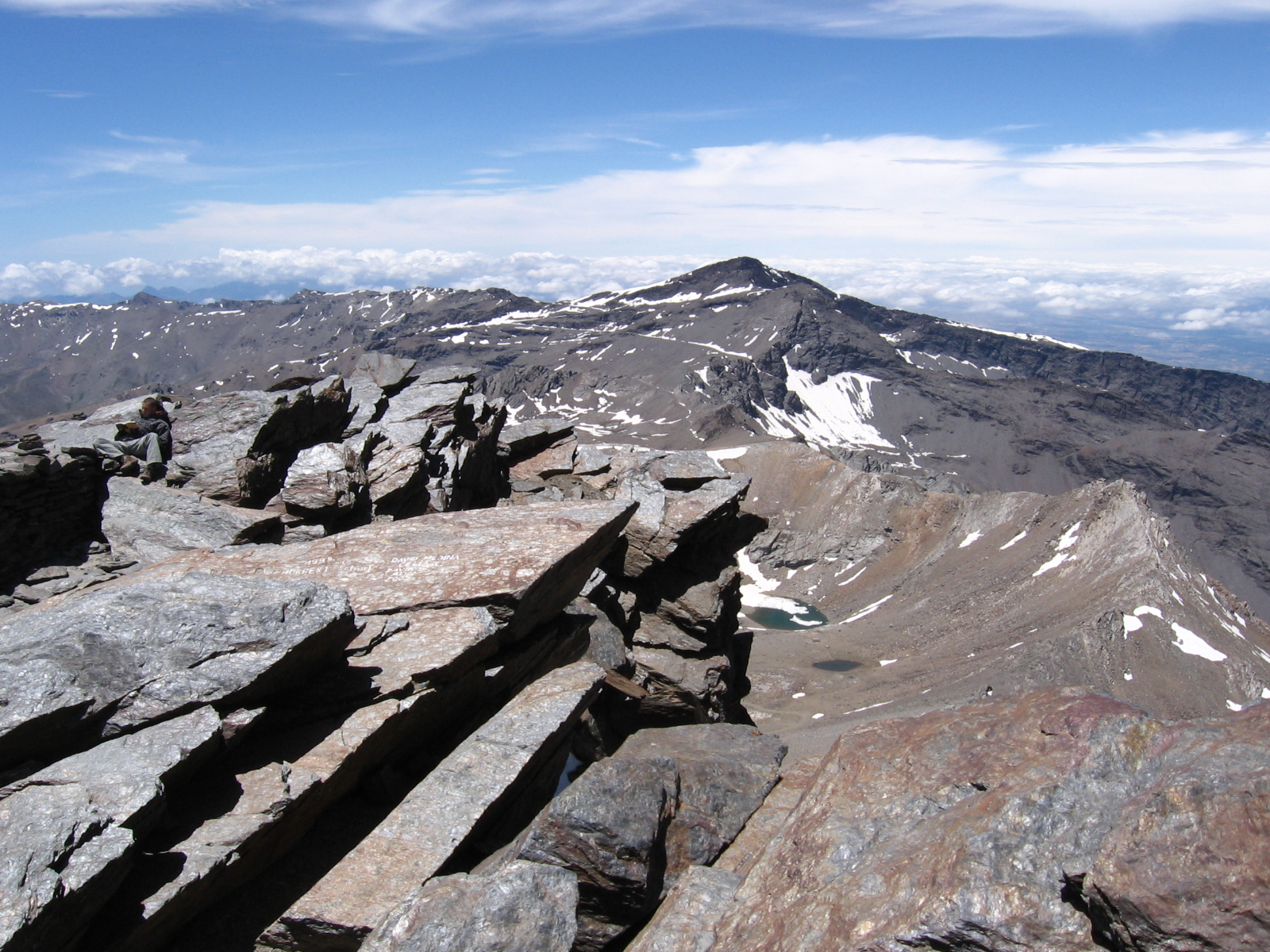
Vista del pico del Veleta desde la cima del Mulhacén. Abajo se observa la Laguna de la Caldera, situada en la cara oeste del Mulhacén.

Junto al pico también se encontraba el puerto de montaña más alto de Europa a 3367 m de altura, en el Collado de la Carihuela, que es hasta donde ascendía la entonces carretera más alta de Europa. Entre los años 1966 y 1999, esta carretera de Sierra Nevada estuvo transitable por vehículos a motor desde la Hoya de la Mora (lado norte del Veleta) hasta conectar con el alpujarreño pueblo de Capileira, discurriendo por la falda del Mulhacén, según inicialmente se había previsto en la segunda década del siglo XX.
Pero ya desde el año 1999, ante el evidente deterioro ambiental que conllevaba su uso, sus últimos 13 kilómetros, a partir de la cota de los 2500 m s. n. m., (en Hoya de la Mora), y hasta el punto Hoya del Portillo (Capileira), ya en la vertiente sur, solo pueden transitarse por vehículos de motor que hayan sido previamente autorizados de forma expresa por el Espacio Natural de Sierra Nevada (Parque Nacional y P. Natural) por concurrir en ellos alguno de los casos excepcionales previstos en la normativa. No obstante, y para facilitar de una forma ordenada el acceso, el propio Espacio Natural, entre los meses de junio a octubre, dependiendo de las condiciones climáticas de cada temporada, suele establecer, en régimen de concesión administrativa a una empresa, el "Servicio de Interpretación de Altas Cumbres" (SIAC). Este servicio, dotado de microbuses y asistido por guías, diariamente ofrece al público un trayecto de aproximación a las cumbres por ambas vertientes. Por el lado norte entre el Albergue Universitario, situado junto a la carretera que une la capital granadina con Sierra Nevada (en Hoya de la Mora, km. 36 de la A-395, a dicha cota de los 2500 m s. n. m.), hasta el lugar conocido como Posiciones del Veleta (constituido por antiguos parapetos, reliquias de la Guerra Civil y situado a 3100 m s. n. m.). Y por la cara sur, desde Hoya del Portillo (Capileira) a 2150 m s. n. m. hasta las cercanías del Alto del Chorrillo, a 2721 m s. n. m.

## Vistas
La cima del Veleta está coronada por el correspondiente vértice geodésico del Instituto Geográfico Nacional y aparece poblada por numerosas antenas repetidoras de radio y televisión. Y es que este uso lo propicia la vastísima panorámica que ofrece, que es realmente impresionante, no solo del macizo montañoso donde se enclava sino de casi toda la provincia de Granada. Pero asimismo, si las condiciones meteorológicas acompañan, por el norte puede contemplarse gran parte de la provincia de Jaén y sus sierras Mágina, Cazorla y hasta Sierra Morena; por el este, Almería, con su Sierra de Gádor en primer término y aun hasta las playas de Roquetas de Mar; por el oeste, las provincias de Córdoba y Málaga, desde las Sierras de la Almijara y Tejeda, en primer plano, hasta las más remotas serranías de Cabra y Ronda e incluso el Peñón de Gibraltar; y por el sur, por detrás de las sierras de Lújar y de la Contraviesa, el Mar Mediterráneo y, tras él, las montañas del Rif, en el norte de África.

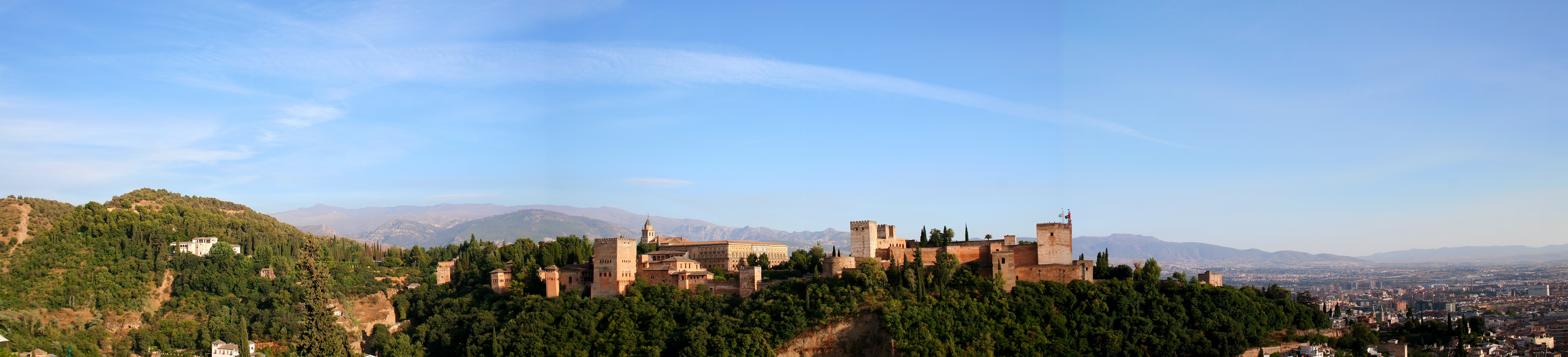
La Alhambra con Sierra Nevada al fondo sin nieve. El pico al fondo a la izquierda más alto es el Veleta.